# Stalden
Stalden es una comuna suiza del cantón del Valais, localizada en el distrito de Visp. Limita al norte con la comuna de Zeneggen, al noreste con Visperterminen, al sureste con Staldenried, al sur con Eisten y Grächen, y al oeste con Törbel.